# الانتخابات الليبيرية العامة 1849
أجريت الانتخابات العامة في ليبيريا في 1 مايو 1849، إلى جانب استفتاء دستوري. وكانت النتيجة فوز الرئيس جوزيف جنكينز روبرتس.